# Al-Rayyan Sports Club
L'Al-Rayyan Sports Club è una società calcistica qatariota di Doha. Fondata nel 1967, milita nella Qatar Stars League, la massima serie del campionato qatariota di calcio, e gioca le partite casalinghe allo stadio Ahmed bin Ali. È parte di una polisportiva che ha anche sezioni di pallacanestro, pallavolo, pallamano, tennistavolo e calcio a 5.

## Stagioni recenti
| Stagioni | Campionato | Campionato | Campionato | Campionato | Campionato | Campionato | Campionato | Campionato | Campionato | Campionato | EC | CPC | SJ | Asia                       | Asia | Miglior Marcatore       | Miglior Marcatore |
| Stagioni | Divisione  | Pos        | H          | V          | N          | P          | GF         | GS         | DR         | Pun.       | EC | CPC | SJ | Asia                       | Asia | Nome                    | Goal              |
| -------- | ---------- | ---------- | ---------- | ---------- | ---------- | ---------- | ---------- | ---------- | ---------- | ---------- | -- | --- | -- | -------------------------- | ---- | ----------------------- | ----------------- |
| 1995-96  | QSL        | 2°         | 16         | 11         | 2          | 3          | 28         | 11         | +17        | 35         | SP | V   |    |                            |      |                         |                   |
| 1996-97  | QSL        | 2°         | 16         | 9          | 5          | 2          | 21         | 12         | +9         | 32         | SP | SP  |    | Campionato d'Asia per club | QF   | Mohammed Salem Al-Enazi | ?                 |
| 1997-98  | QSL        | 2°         | 16         | 9          | 2          | 5          | 20         | 14         | +6         | 29         | SF | SF  |    | Campionato d'Asia per club | R2   |                         |                   |
| 1998-99  | QSL        | 5°         | 16         | 6          | 5          | 5          | 29         | 23         | +6         | 23         | V  | NQ  | FG |                            |      |                         |                   |
| 1999-00  | QSL        | 2°         | 16         | 10         | 4          | 2          | 29         | 14         | +15        | 34         | SP | SP  | SF |                            |      | Mohammed Salem Al-Enazi | 14                |
| 2000-01  | QSL        | 4°         | 16         | 8          | 4          | 4          | 30         | 22         | +8         | 28         | SF | V   | SF | Campionato d'Asia per club | QF   | Frank Seator            | 14                |
| 2001-02  | QSL        | 3°         | 16         | 8          | 1          | 7          | 30         | 27         | +3         | 25         | SF | SF  | QF |                            |      | Algato Ricardo          | 7                 |
| 2002-03  | QSL        | 6°         | 18         | 8          | 4          | 6          | 24         | 22         | +2         | 28         | R2 | NQ  | SF |                            |      | Abdelhafid Tasfaout     | 7                 |
| 2003-04  | QSL        | 5°         | 18         | 8          | 3          | 7          | 38         | 32         | +6         | 27         | V  | NQ  | FG |                            |      | Bouchaib El Moubarki    | 13                |
| 2004-05  | QSL        | 2°         | 27         | 15         | 7          | 5          | 66         | 34         | +22        | 52         | QF | SF  | FG | AFC Champions League       | FG   | Sonny Anderson          | 20                |
| 2005-06  | QSL        | 4°         | 27         | 12         | 5          | 10         | 30         | 28         | +2         | 41         | V  | SF  | FG |                            |      | Sonny Anderson          | 6                 |
| 2006-07  | QSL        | 4°         | 27         | 9          | 10         | 8          | 40         | 42         | –2         | 37         | QF | SF  | SP | AFC Champions League       | GS   | Sabri Lamouchi          | 10                |
| 2007-08  | QSL        | 5°         | 27         | 12         | 3          | 12         | 39         | 42         | –3         | 39         | QF | NQ  | SF |                            |      | Wílton Figueiredo       | 12                |
| 2008-09  | QSL        | 3°         | 27         | 15         | 7          | 5          | 62         | 35         | +27        | 52         | SP | SP  | SP |                            |      | Amara Diané             | 19                |
| 2009-10  | QSL        | 5°         | 22         | 11         | 4          | 7          | 41         | 30         | +11        | 37         | V  | NQ  | FG | AFC Cup                    | R16  | Afonso Alves            | 9                 |
| 2010-11  | QSL        | 3°         | 22         | 12         | 6          | 4          | 39         | 22         | +17        | 42         | V  | SF  | FG | AFC Champions League       | GS   | Jaralla Al Marri        | 9                 |
| 2011-12  | QSL        | 3°         | 22         | 10         | 9          | 3          | 49         | 26         | +23        | 39         | QF | V   | FG | AFC Champions League       | GS   | Rodrigo Tabata          | 17                |
| 2012-13  | QSL        | 4°         | 22         | 11         | 4          | 7          | 49         | 37         | +12        | 37         | V  | SF  |    | AFC Champions League       | GS   | Nilmar                  | 14                |

## Rosa 2025-2026
| N. |                       | Ruolo | Calciatore            |
| -- | --------------------- | ----- | --------------------- |
| 2  | Qatar (bandiera)      | D     | Murad Naji            |
| 3  | Qatar (bandiera)      | D     | Hazem Shehata         |
| 4  | Belgio (bandiera)     | C     | Julien de Sart        |
| 5  | Spagna (bandiera)     | D     | David García          |
| 6  | Qatar (bandiera)      | C     | Abdulaziz Hatem       |
| 8  | Qatar (bandiera)      | D     | Jassem Gaber          |
| 9  | Qatar (bandiera)      | A     | Ahmed Al-Rawi         |
| 10 | Brasile (bandiera)    | C     | Róger Guedes          |
| 11 | Brasile (bandiera)    | C     | Gabriel Pereira       |
| 12 | Qatar (bandiera)      | D     | Ahmed Al-Minhali      |
| 13 | Portogallo (bandiera) | D     | André Amaro           |
| 14 | Qatar (bandiera)      | C     | Adel Bader            |
| 15 | Qatar (bandiera)      | C     | Tameem Al-Abdullah    |
| 16 | Qatar (bandiera)      | C     | Abdulrahman Al-Harazi |
| 17 | Qatar (bandiera)      | C     | Mohamed Surag         |
| 18 | Uruguay (bandiera)    | C     | Francisco Ginella     |
| 20 | Qatar (bandiera)      | C     | Khalid Ali Sabah      |
| 21 | Qatar (bandiera)      | D     | Hussain Bahzad        |

| N. |                                 | Ruolo | Calciatore                 |
| -- | ------------------------------- | ----- | -------------------------- |
| 22 | Qatar (bandiera)                | P     | Sami Beldi                 |
| 23 | Brasile (bandiera)              | C     | Thiago Mendes              |
| 24 | Qatar (bandiera)                | D     | Khalid Muftah              |
| 25 | Qatar (bandiera)                | C     | Mostafa Osama Abouelela    |
| 26 | Qatar (bandiera)                | C     | Osama Al-Tairi             |
| 27 | Qatar (bandiera)                | C     | Ali Ahmad Qaderi           |
| 29 | Qatar (bandiera)                | D     | Hassan Mohammed Al-Ghareeb |
| 30 | Qatar (bandiera)                | P     | Fahad Al-Qesaimi           |
| 31 | Qatar (bandiera)                | P     | Sami Mazen Dauleh          |
| 33 | Mandato di Palestina (bandiera) | D     | Ameed Mahajneh             |
| 48 | Brasile (bandiera)              | P     | Paulo Victor               |
| 55 | Mandato di Palestina (bandiera) | D     | Mohammed Saleh             |
| 62 | Curaçao (bandiera)              | D     | Joshua Brenet              |
| 77 | Marocco (bandiera)              | D     | Achraf Bencharki           |
|    | Qatar (bandiera)                | D     | Ali Jasimi                 |
|    | Qatar (bandiera)                | D     | Abdulla Al-Ali             |
|    | Qatar (bandiera)                | D     | Yousif Umar Din            |
|    | Qatar (bandiera)                | C     | Mubarak Eid                |
|    | Sudan (bandiera)                | C     | Moameen Mutasem            |
|    | Brasile (bandiera)              | C     | Gregore                    |

## Rosa 2024-2025
| N. |                       | Ruolo | Calciatore            |
| -- | --------------------- | ----- | --------------------- |
| 1  | Qatar (bandiera)      | P     | Fahad Younis          |
| 2  | Qatar (bandiera)      | D     | Murad Naji            |
| 3  | Qatar (bandiera)      | D     | Hazem Shehata         |
| 4  | Belgio (bandiera)     | C     | Julien de Sart        |
| 5  | Spagna (bandiera)     | D     | David García          |
| 6  | Qatar (bandiera)      | C     | Abdulaziz Hatem       |
| 7  | Qatar (bandiera)      | C     | Rodrigo Tabata        |
| 8  | Egitto (bandiera)     | A     | Trézéguet             |
| 9  | Qatar (bandiera)      | A     | Ahmed Al-Rawi         |
| 10 | Brasile (bandiera)    | C     | Róger Guedes          |
| 11 | Brasile (bandiera)    | C     | Gabriel Pereira       |
| 12 | Qatar (bandiera)      | D     | Ahmed Al-Minhali      |
| 13 | Portogallo (bandiera) | D     | André Amaro           |
| 14 | Qatar (bandiera)      | C     | Adel Bader            |
| 15 | Qatar (bandiera)      | C     | Tameem Al-Abdullah    |
| 16 | Qatar (bandiera)      | C     | Abdulrahman Al-Harazi |
| 17 | Qatar (bandiera)      | C     | Mohamed Surag         |
| 18 | Uruguay (bandiera)    | C     | Francisco Ginella     |
| 20 | Qatar (bandiera)      | C     | Khalid Ali Sabah      |
| 21 | Qatar (bandiera)      | D     | Hussain Bahzad        |

| N. |                                 | Ruolo | Calciatore                 |
| -- | ------------------------------- | ----- | -------------------------- |
| 22 | Qatar (bandiera)                | P     | Sami Beldi                 |
| 23 | Brasile (bandiera)              | C     | Thiago Mendes              |
| 24 | Qatar (bandiera)                | D     | Khalid Muftah              |
| 25 | Qatar (bandiera)                | C     | Mostafa Osama Abouelela    |
| 26 | Qatar (bandiera)                | C     | Osama Al-Tairi             |
| 27 | Qatar (bandiera)                | C     | Ali Ahmad Qaderi           |
| 29 | Qatar (bandiera)                | D     | Hassan Mohammed Al-Ghareeb |
| 30 | Qatar (bandiera)                | P     | Fahad Al-Qesaimi           |
| 31 | Qatar (bandiera)                | P     | Sami Mazen Dauleh          |
| 33 | Mandato di Palestina (bandiera) | D     | Ameed Mahajneh             |
| 48 | Brasile (bandiera)              | P     | Paulo Victor               |
| 55 | Mandato di Palestina (bandiera) | D     | Mohammed Saleh             |
| 62 | Curaçao (bandiera)              | D     | Joshua Brenet              |
| 77 | Marocco (bandiera)              | D     | Achraf Bencharki           |
|    | Qatar (bandiera)                | D     | Ali Jasimi                 |
|    | Qatar (bandiera)                | D     | Abdulla Al-Ali             |
|    | Qatar (bandiera)                | D     | Yousif Umar Din            |
|    | Qatar (bandiera)                | C     | Mubarak Eid                |
|    | Sudan (bandiera)                | C     | Moameen Mutasem            |
|    | Paraguay (bandiera)             | A     | Adam Bareiro               |

## Rosa 2023-2024
| N. |                     | Ruolo | Calciatore                |
| -- | ------------------- | ----- | ------------------------- |
| 1  | Qatar (bandiera)    | P     | Fahad Younis              |
| 2  | Qatar (bandiera)    | D     | Murad Naji                |
| 3  | Giappone (bandiera) | D     | Shōgo Taniguchi           |
| 4  | Qatar (bandiera)    | D     | Ahmed Yasser              |
| 5  | Qatar (bandiera)    | D     | Bassam Al-Rawi            |
| 6  | Qatar (bandiera)    | C     | Abdulaziz Hatem           |
| 7  | Qatar (bandiera)    | C     | Rodrigo Tabata            |
| 8  | Qatar (bandiera)    | C     | Naif Al-Hadhrami          |
| 9  | Qatar (bandiera)    | A     | Ahmed Al-Rawi             |
| 11 | Qatar (bandiera)    | C     | Abdulaziz Hatem           |
| 12 | Qatar (bandiera)    | C     | Mohammad Sayyar           |
| 14 | Qatar (bandiera)    | C     | Adel Bader                |
| 15 | Qatar (bandiera)    | C     | Mowaffaq Awad             |
| 16 | Qatar (bandiera)    | D     | Salah Al-Yahri            |
| 17 | Libia (bandiera)    | C     | Al-Dokali Sayed Al Baoure |

| N. |                          | Ruolo | Calciatore              |
| -- | ------------------------ | ----- | ----------------------- |
| 18 | Qatar (bandiera)         | D     | Ahmed Al Saadi          |
| 19 | Spagna (bandiera)        | A     | Rodrigo                 |
| 20 | Corea del Sud (bandiera) | D     | Lee Jae-ik              |
| 21 | Qatar (bandiera)         | D     | Mohammad Al Alawi       |
| 23 | Brasile (bandiera)       | C     | Thiago Mendes           |
| 25 | Qatar (bandiera)         | C     | Mostafa Osama Abouelela |
| 28 | Qatar (bandiera)         | P     | Mahmoud Ahmad Zakeri    |
| 29 | Qatar (bandiera)         | C     | Ali Ahmed Al Yazidi     |
| 30 | Qatar (bandiera)         | P     | Oumar Barry             |
| 32 | Qatar (bandiera)         | C     | Ahmed Mohamed El Sayed  |
| 41 | Qatar (bandiera)         | P     | Abdulaziz Fahad Essa    |
| 77 | Qatar (bandiera)         | D     | Mouz Jaad               |
| 88 | Qatar (bandiera)         | C     | Moameen Mutasem         |
| 96 | Brasile (bandiera)       | C     | Róger Guedes            |
|    | Egitto (bandiera)        | A     | Trézéguet               |

## Rosa 2022-2023
| N. |                    | Ruolo | Calciatore                    |
| -- | ------------------ | ----- | ----------------------------- |
| 1  | Qatar (bandiera)   | P     | Fahad Younis                  |
| 2  | Qatar (bandiera)   | D     | Mohamed Abdelmotaal           |
| 3  | Iran (bandiera)    | D     | Shoja Khalilzadeh             |
| 4  | Camerun (bandiera) | D     | Franck Kom                    |
| 5  | Qatar (bandiera)   | D     | Dame Traoré                   |
| 6  | Qatar (bandiera)   | C     | Abdulrahman Mohammed Al Korbi |
| 7  | Qatar (bandiera)   | D     | Khalid Muftah                 |
| 9  | Marocco (bandiera) | C     | Sofiane Boufal                |
| 10 | Spagna (bandiera)  | A     | Rodrigo                       |
| 11 | Qatar (bandiera)   | C     | Abdulaziz Hatem               |
| 12 | Qatar (bandiera)   | C     | Mohammad Sayyar               |
| 14 | Brasile (bandiera) | C     | Thiago Mendes                 |
| 15 | Qatar (bandiera)   | C     | Mowaffaq Awad                 |
| 16 | Qatar (bandiera)   | D     | Salah Al-Yahri                |
| 17 | Libia (bandiera)   | C     | Al-Dokali Sayed Al Baoure     |

| N. |                          | Ruolo | Calciatore                |
| -- | ------------------------ | ----- | ------------------------- |
| 18 | Qatar (bandiera)         | D     | Ahmed Al Saadi            |
| 19 | Qatar (bandiera)         | C     | Ibrahim Abdelhalim Masoud |
| 20 | Corea del Sud (bandiera) | D     | Lee Jae-ik                |
| 21 | Qatar (bandiera)         | D     | Mohammad Al Alawi         |
| 25 | Qatar (bandiera)         | C     | Rodrigo Tabata            |
| 23 | Qatar (bandiera)         | A     | Sebastián Soria           |
| 28 | Qatar (bandiera)         | P     | Mahmoud Ahmad Zakeri      |
| 29 | Qatar (bandiera)         | C     | Ali Ahmed Al Yazidi       |
| 30 | Qatar (bandiera)         | P     | Oumar Barry               |
| 32 | Qatar (bandiera)         | C     | Ahmed Mohamed El Sayed    |
| 41 | Qatar (bandiera)         | P     | Abdulaziz Fahad Essa      |
|    | Qatar (bandiera)         | D     | Ali Sanad                 |
|    | Qatar (bandiera)         | C     | Abdulrahman Al Harazi     |
|    | Qatar (bandiera)         | P     | Mahmoud Ahmed Rostom      |

## Rosa 2021-2022
| N. |                    | Ruolo | Calciatore                    |
| -- | ------------------ | ----- | ----------------------------- |
| 1  | Qatar (bandiera)   | P     | Fahad Younis                  |
| 2  | Qatar (bandiera)   | D     | Mohamed Abdelmotaal           |
| 3  | Iran (bandiera)    | D     | Shoja Khalilzadeh             |
| 4  | Camerun (bandiera) | D     | Franck Kom                    |
| 5  | Qatar (bandiera)   | D     | Dame Traoré                   |
| 6  | Qatar (bandiera)   | C     | Abdulrahman Mohammed Al Korbi |
| 7  | Qatar (bandiera)   | D     | Khalid Muftah                 |
| 9  | Marocco (bandiera) | C     | Sofiane Boufal                |
| 10 | Spagna (bandiera)  | A     | Rodrigo                       |
| 11 | Qatar (bandiera)   | C     | Abdulaziz Hatem               |
| 12 | Qatar (bandiera)   | C     | Mohammad Sayyar               |
| 14 | Brasile (bandiera) | C     | Thiago Mendes                 |
| 15 | Qatar (bandiera)   | C     | Mowaffaq Awad                 |
| 16 | Qatar (bandiera)   | D     | Salah Al-Yahri                |
| 17 | Libia (bandiera)   | C     | Al-Dokali Sayed Al Baoure     |

| N. |                          | Ruolo | Calciatore                |
| -- | ------------------------ | ----- | ------------------------- |
| 18 | Qatar (bandiera)         | D     | Ahmed Al Saadi            |
| 19 | Qatar (bandiera)         | C     | Ibrahim Abdelhalim Masoud |
| 20 | Corea del Sud (bandiera) | D     | Lee Jae-ik                |
| 21 | Qatar (bandiera)         | D     | Mohammad Al Alawi         |
| 25 | Qatar (bandiera)         | C     | Rodrigo Tabata            |
| 23 | Qatar (bandiera)         | A     | Sebastián Soria           |
| 28 | Qatar (bandiera)         | P     | Mahmoud Ahmad Zakeri      |
| 29 | Qatar (bandiera)         | C     | Ali Ahmed Al Yazidi       |
| 30 | Qatar (bandiera)         | P     | Oumar Barry               |
| 32 | Qatar (bandiera)         | C     | Ahmed Mohamed El Sayed    |
| 41 | Qatar (bandiera)         | P     | Abdulaziz Fahad Essa      |
|    | Qatar (bandiera)         | D     | Ali Sanad                 |
|    | Qatar (bandiera)         | C     | Abdulrahman Al Harazi     |
|    | Qatar (bandiera)         | P     | Mahmoud Ahmed Rostom      |

## Rosa 2020-2021
| N. |                      | Ruolo | Calciatore                    |
| -- | -------------------- | ----- | ----------------------------- |
| 1  | Qatar (bandiera)     | P     | Fahad Younis                  |
| 2  | Qatar (bandiera)     | D     | Mohamed Abdelmotaal           |
| 3  | Venezuela (bandiera) | A     | Gelmin Rivas                  |
| 4  | Camerun (bandiera)   | D     | Franck Kom                    |
| 5  | Qatar (bandiera)     | D     | Dame Traoré                   |
| 6  | Qatar (bandiera)     | C     | Abdulrahman Mohammed Al Korbi |
| 7  | Qatar (bandiera)     | D     | Khalid Muftah                 |
| 8  | Algeria (bandiera)   | C     | Yacine Brahimi                |
| 10 | Qatar (bandiera)     | C     | Rodrigo Tabata                |
| 11 | Qatar (bandiera)     | C     | Abdulaziz Hatem               |
| 12 | Qatar (bandiera)     | C     | Mohammad Sayyar               |
| 15 | Qatar (bandiera)     | C     | Mowaffaq Awad                 |
| 16 | Qatar (bandiera)     | D     | Salah Al-Yahri                |
| 17 | Libia (bandiera)     | C     | Al-Dokali Sayed Al Baoure     |

| N. |                          | Ruolo | Calciatore                |
| -- | ------------------------ | ----- | ------------------------- |
| 18 | Qatar (bandiera)         | D     | Ahmed Al Saadi            |
| 19 | Qatar (bandiera)         | C     | Ibrahim Abdelhalim Masoud |
| 20 | Corea del Sud (bandiera) | D     | Lee Jae-ik                |
| 21 | Qatar (bandiera)         | D     | Mohammad Al Alawi         |
| 23 | Qatar (bandiera)         | A     | Sebastián Soria           |
| 28 | Qatar (bandiera)         | P     | Mahmoud Ahmad Zakeri      |
| 29 | Qatar (bandiera)         | C     | Ali Ahmed Al Yazidi       |
| 30 | Qatar (bandiera)         | P     | Oumar Barry               |
| 32 | Qatar (bandiera)         | C     | Ahmed Mohamed El Sayed    |
| 41 | Qatar (bandiera)         | P     | Abdulaziz Fahad Essa      |
|    | Qatar (bandiera)         | D     | Ali Sanad                 |
|    | Qatar (bandiera)         | C     | Abdulrahman Al Harazi     |
|    | Qatar (bandiera)         | P     | Mahmoud Ahmed Rostom      |

## Rosa 2019-2020
| N. |                      | Ruolo | Calciatore                    |
| -- | -------------------- | ----- | ----------------------------- |
| 1  | Qatar (bandiera)     | P     | Fahad Younis                  |
| 2  | Qatar (bandiera)     | D     | Mohamed Abdelmotaal           |
| 3  | Venezuela (bandiera) | A     | Gelmin Rivas                  |
| 4  | Camerun (bandiera)   | D     | Franck Kom                    |
| 5  | Qatar (bandiera)     | D     | Dame Traoré                   |
| 6  | Qatar (bandiera)     | C     | Abdulrahman Mohammed Al Korbi |
| 7  | Qatar (bandiera)     | D     | Khalid Muftah                 |
| 8  | Algeria (bandiera)   | C     | Yacine Brahimi                |
| 10 | Qatar (bandiera)     | C     | Rodrigo Tabata                |
| 11 | Qatar (bandiera)     | C     | Abdulaziz Hatem               |
| 12 | Qatar (bandiera)     | C     | Mohammad Sayyar               |
| 15 | Qatar (bandiera)     | C     | Mowaffaq Awad                 |
| 16 | Qatar (bandiera)     | D     | Salah Al-Yahri                |
| 17 | Libia (bandiera)     | C     | Al-Dokali Sayed Al Baoure     |

| N. |                          | Ruolo | Calciatore                |
| -- | ------------------------ | ----- | ------------------------- |
| 18 | Qatar (bandiera)         | D     | Ahmed Al Saadi            |
| 19 | Qatar (bandiera)         | C     | Ibrahim Abdelhalim Masoud |
| 20 | Corea del Sud (bandiera) | D     | Lee Jae-ik                |
| 21 | Qatar (bandiera)         | D     | Mohammad Al Alawi         |
| 23 | Qatar (bandiera)         | A     | Sebastián Soria           |
| 28 | Qatar (bandiera)         | P     | Mahmoud Ahmad Zakeri      |
| 29 | Qatar (bandiera)         | C     | Ali Ahmed Al Yazidi       |
| 30 | Qatar (bandiera)         | P     | Oumar Barry               |
| 32 | Qatar (bandiera)         | C     | Ahmed Mohamed El Sayed    |
| 41 | Qatar (bandiera)         | P     | Abdulaziz Fahad Essa      |
|    | Qatar (bandiera)         | D     | Ali Sanad                 |
|    | Qatar (bandiera)         | C     | Abdulrahman Al Harazi     |
|    | Qatar (bandiera)         | P     | Mahmoud Ahmed Rostom      |

## Rosa 2018-2019
| N. |                      | Ruolo | Calciatore                    |
| -- | -------------------- | ----- | ----------------------------- |
| 1  | Qatar (bandiera)     | P     | Fahad Younis                  |
| 2  | Qatar (bandiera)     | D     | Mohamed Abdelmotaal           |
| 3  | Venezuela (bandiera) | A     | Gelmin Rivas                  |
| 4  | Qatar (bandiera)     | D     | Musa Haroon                   |
| 5  | Qatar (bandiera)     | D     | Dame Traoré                   |
| 6  | Qatar (bandiera)     | C     | Abdulrahman Mohammed Al Korbi |
| 7  | Qatar (bandiera)     | C     | Abdulrahman Al Harazi         |
| 9  | Brasile (bandiera)   | C     | Lucca                         |
| 10 | Qatar (bandiera)     | C     | Rodrigo Tabata                |
| 11 | Qatar (bandiera)     | C     | Khalfan Ibrahim               |
| 12 | Qatar (bandiera)     | C     | Mohammad Sayyar               |
| 13 | Uruguay (bandiera)   | D     | Gonzalo Viera                 |
| 15 | Qatar (bandiera)     | C     | Mowaffaq Awad                 |
| 16 | Qatar (bandiera)     | C     | Salah Al-Yahri                |
| 17 | Libia (bandiera)     | D     | Al-Dokali Sayed Al Baoure     |

| N. |                          | Ruolo | Calciatore                |
| -- | ------------------------ | ----- | ------------------------- |
| 18 | Qatar (bandiera)         | D     | Ahmed Al Saadi            |
| 19 | Qatar (bandiera)         | C     | Ibrahim Abdelhalim Masoud |
| 20 | Qatar (bandiera)         | D     | Ali Sanad                 |
| 21 | Qatar (bandiera)         | D     | Mohammad Al Alawi         |
| 22 | Corea del Sud (bandiera) | C     | Koh Myong-Jin             |
| 23 | Qatar (bandiera)         | A     | Sebastián Soria           |
| 28 | Qatar (bandiera)         | P     | Mahmoud Ahmad Zakeri      |
| 29 | Qatar (bandiera)         | C     | Ali Ahmed Al Yazidi       |
| 30 | Qatar (bandiera)         | P     | Oumar Barry               |
| 31 | Qatar (bandiera)         | C     | Daniel Goumou             |
| 32 | Qatar (bandiera)         | C     | Ahmed Mohamed El Sayed    |
| 41 | Qatar (bandiera)         | P     | Abdulaziz Fahad Essa      |
|    | Qatar (bandiera)         | D     | Salah Alawi Al Yahri      |
|    | Qatar (bandiera)         | P     | Mahmoud Ahmed Rostom      |

## Palmarès

### Competizioni nazionali
- Qatar Stars League: 8

1975-1976, 1977–1978, 1981–1982, 1983–1984, 1985–1986, 1989–1990, 1994–1995, 2015-2016
- Qatar Second Division: 2

1988-1989, 2014–2015
- Qatar Crown Prince Cup: 4

1995, 1996, 2001, 2012
- Emir of Qatar Cup: 6

1999, 2004, 2006, 2010, 2011, 2013
- Sheikh Jassem Cup: 3

1992, 2000, 2012

### Altri piazzamenti
- Qatar Stars League:

Secondo posto: 1996-1997, 1997-1998, 2004-2005, 2019-2020
Terzo posto: 1984-1985, 2008-2009, 2010-2011, 2011-2012, 2016-2017, 2017-2018, 2020-2021
- Coppa di Qatar:

Finalista: 2023-2024
- Coppa dell'Emiro del Qatar:

Finalista: 1972-1973, 1976-1977, 1981-1982, 1991-1992, 1995-1996, 1996-1997, 1999-2000, 2008-2009, 2016-2017, 2017-2018, 2018-2019, 2025
- AFC Champions League:

Terzo posto: 1991
- Coppa dei Campioni del Golfo:

Semifinalista: 2015
Terzo posto: 1992
- UAE-Qatar Challenge Shield:

Finalista: 2024-2025